# Wapen van Groesbeek

Het wapen van Groesbeek is het wapen van de voormalige gemeente Groesbeek, bestaande uit een rode geënte dwarsbalk op een zilveren veld. De beschrijving luidt:
"In zilver een geënte dwarsbalk van keel. Het schild gedekt met een gouden kroon van 3 bladeren en 2 paarlen."

## Geschiedenis
Het wapen is bekend sinds het eerste kwart van de 14e eeuw op zegels van de heren van Groesbeek. Het is daarom een van de oudere wapens in Nederland, en komt al voor in het wapenboek Gelre. Op 11 december 1937 werd het wapen verleend aan Groesbeek. De gemeente fuseerde per 1 januari 2015 met Millingen aan de Rijn en Ubbergen en behield tot 1 januari 2016 de naam Groesbeek en hanteerde tevens de oude vlag en het wapen. Sindsdien heet de gemeente Berg en Dal. Het wapen van Groesbeek is in het eerste kwartier van het wapen van Berg en Dal overgenomen.

## Verwante wapens

Heren van Groesbeek
Jan II van Homoet
Wapen van Berg en Dal

Aalst · 
Ammerzoden · 
Angerlo · 
Appeltern · 
Batenburg · 
Beesd · 
Beltrum · 
Bemmel · 
Bergharen · 
Bergh · 
Beusichem · 
Borculo · 
Brakel · 
Buurmalsen · 
Deil · 
Didam · 
Dinxperlo · 
Dodewaard ·
Doornspijk ·
Dreumel ·
Driel ·
Echteld ·
Eibergen ·
Elst ·
Est en Opijnen ·
Everdingen ·
Ewijk ·
Gameren ·
Geesteren · 
Geldermalsen · 
Gendringen · 
Gendt ·
Groenlo ·
Groesbeek ·  
Haaften ·
Hedel ·
's-Heerenberg ·
Heerewaarden ·
Hemmen ·
Hengelo ·
Herwen en Aerdt ·
Herwijnen ·
Heteren ·
Heukelum ·
Hoevelaken ·
Horssen ·
Huissen ·
Hummelo en Keppel ·
Hurwenen  ·
Kerkwijk ·
Keppel ·
Kesteren ·
Laren · 
Lichtenvoorde ·
Lienden ·
Lingewaal · 
Maurik ·
Millingen aan de Rijn ·
Nederhemert ·
Neede ·
Neerijnen ·
Netterden ·
Niftrik ·
Nijbroek ·
Ophemert ·
Overasselt ·
Pannerden ·
Poederoijen · 
Renkum ·
Rijnwaarden ·
Rossum ·
Ruurlo ·
Steenderen ·
Terborg ·
Twello ·
Ubbergen ·
Valburg ·
Varik ·
Vorden ·
Vuren ·
Waardenburg ·
Wadenoijen ·
Wamel ·
Wehl ·   
Warnsveld ·
Wisch ·
Zeddam ·
Zelhem ·
Zoelen ·
Zuilichem 

Dorps-, heerlijkheids- en stadswapens: 

Acquoy 
· Baak 
· Barlham 
· Bredevoort 
· Doreweerd 
· Elden
· Enspijk 
· Gellicum 
· Groessen 
· Hakfort 
· Hellouw 
· IJzendoorn 
· Kell  
· Lede en Oudewaard 
· Lichtenberg 
· Loil 
· Maasbommel 
· Meijnerswijk 
· Meteren 
· Middagten 
· Rhenoy 
. Rumpt
· Tricht 
· Verwolde 
· Wildenborch